# Oliver Lake
Oliver Lake (Marianna, 14 settembre 1942) è un sassofonista, flautista e compositore statunitense.

## Discografia

### Come leader
- 1971: Ntu: Point from Which Creation Begins (Freedom)
- 1974: Passin' Thru (Passin' Thru)
- 1975: Heavy Spirits (Freedom)
- 1976: Holding Together (Black Saint)
- 1976: Joseph Bowie/Oliver Lake (Sackville)
- 1978: Shine (Arista Novus)
- 1978: Life Dance of Is (Arista Novus)
- 1978: Buster Bee (Sackville)
- 1979: Zaki (Hat Art)
- 1980: Prophet (Black Saint)
- 1981: Jump Up (Gramavision)
- 1981: Clevont Fitzhubert (Black Saint)
- 1982: Plug It (Gramavision)
- 1984: Expandable Language (Black Saint)
- 1986: Gallery (Gramavision)
- 1986: Dancevision (Blue Heron)
- 1987: Impala (Gramavision)
- 1988: Otherside (Gramavision)
- 1991: Again and Again (Gramavision)
- 1990: Oliver Lake - Compilation (Gramavision)
- 1992: Boston Duets (Music & Arts)
- 1992: Virtual Reality (Total Escapism) (Gazell)
- 1994: Edge-ing (Black Saint)
- 1996: Dedicated to Dolphy (Black Saint)
- 1996: Matador of 1st & 1st (Passin' Thru)
- 1996: Movements, Turns & Switches (Passin' Thru)
- 2000: Talkin' Stick (Passin' Thru)
- 2000: Kinda' Up (Passin' Thru)
- 2001: Have Yourself A Merry (Passin' Thru)
- 2003: Cloth (Passin' Thru)
- 2004: Dat Love (Passin' Thru)
- 2005: Oliver Lake Quartet Live (Passin' Thru)
- 2006: Lake/Tchicai/Osgood/Westergaard (Passin' Thru)
- 2008: Makin' It (Passin' Thru)
- 2010: Plan (Passin' Thru)
- 2011: For a Little Dancin' (Intakt)
- 2013: Wheels (Passin' Thru)
- 2013: All Decks (Intakt)
- 2013: Oliver Lake - The Complete Remastered Recordings On Black Saint & Soul Note (Black Saint/Soul Note)
- 2015: To Roy (Intakt)
- 2017: Right Up On (Passin' Thru)
- 2017: Lakes at the Stone (Passin' Thru)

### Con Trio 3
- 1997 – Live in Willisau (Dizim)
- 2000 – Encounter (Passin' Thru)
- 2002 – Open Ideas (Palmetto)
- 2006 – Time Being (Intakt)
- 2008 – Live at the Sunset (Marge)
- 2009 – At This Time (Intakt) con Geri Allen
- 2009 – Berne Concert (Intakt) con Irene Schweizer
- 2010 – Celebrating Mary Lou Williams (Intakt) con Geri Allen
- 2013 – Refraction – Breakin' Glass (Intakt, 2013) con Jason Moran
- 2014 – Wiring (Intakt) con Vijay Iyer
- 2017 – Visiting Texture (Intakt, 2017)

### Con World Saxophone Quartet
- 1977 – Point of No Return (Moers)
- 1979 – Steppin' with the World Saxophone Quartet (Black Saint)
- 1981 – W.S.Q. (Black Saint)
- 1982 – Revue (Black Saint)
- 1984 – Live in Zurich (Black Saint)
- 1986 – Live at Brooklyn Academy of Music (Black Saint)
- 1986 – Plays Duke Ellington (Elektra / Nonesuch)
- 1987 – Dances and Ballads (Elektra / Nonesuch)
- 1989 – Rhythm and Blues (Elektra / Nonesuch)
- 1991 – Metamorphosis (Elektra / Nonesuch)
- 1993 – Moving Right Along (Black Saint)
- 1994 – Breath of Life (Elektra / Nonesuch)
- 1996 – Four Now (Justin Time)
- 1998 – Selim Sivad: a Tribute to Miles Davis (Justin Time)
- 2000 – Requiem for Julius (Justin Time)
- 2001 – 25th Anniversary: The New Chapter (Justin Time)
- 2002 – Steppenwolf (Justin Time)
- 2004 – Experience (Justin Time)
- 2006 – Political Blues (Justin Time)